# 新鴻基公司
新鴻基公司，全名為新鴻基有限公司（港交所：86）是一家提供私人財務信貸服務的投資控股公司。總部位於香港銅鑼灣希慎道33號利園。公司現時的執行主席是李成煌。
公司成立於1969年，投資涵蓋公開市場、另類投資及房地產資產，並於為股東締造長期經風險調整回報上擁有良好往績。最近，集團拓展其策略，發掘、推動及支持亞洲地區的新晉資產管理公司。公司亦是亞洲聯合財務有限公司的大股東。
新鴻基有限公司與香港地產公司新鴻基地產沒有從屬關係，亦無股權關聯，只是歷史原因兩家公司均使用“新鴻基”冠名。

## 董事
執行董事
- 李成煌（集團執行主席）73.08% 受控法團權益
- 周永贊 0.08%

非執行董事
- Peter Anthony Curry 0.06%

獨立非執行董事
- 歐陽杞浚
- 白禮德
- Alan Stephen Jones
- 梁慧
- 高偉晏
- Wayne Robert Porritt

## 歷史
新鴻基公司由馮景禧於1969年成立。該公司於1983年在香港證券交易所上市。1996年，該公司被聯合地產（香港）有限公司從馮氏家族收購，該公司是聯合集團的子公司，後者是一家投資控股公司，主要管理房地產投資和提供金融服務。2006年，新鴻基有限公司通過收購亞洲聯合財務進入了消費金融業務。
2015年，新鴻基公司將其子公司新鴻基金融出售給光大證券，通過成立新鴻基信貸有限公司發展按揭貸款業務，並建立了投資管理平台，此業務更成為公司的另一主要利潤來源。
從2020年開始，新鴻基公司將投資管理業務擴展到基金管理平台，並於2021年上半年承諾並啟動了四支基金（East Point Asset Management，E15VC，ActusRayPartners和MCIP）。

## 附屬公司
- 亞洲聯合財務

## 外部連結
- 新鴻基有限公司 （页面存档备份，存于）
- 新鴻基信貸有限公司 （页面存档备份，存于）